# Беннетт, Генри
Генри Беннетт (англ. Henry Bennett; июль 1823 — 20 августа 1890) — английский селекционер роз. Основоположник современных методов скрещивания роз с запланированным выбором пар и ручным опылением. Считается одним из создателей чайно-гибридных роз.

## Биография
Генри Беннетт успешно занимался сельским хозяйством близ Солсбери, графство Уилтшир, в поиске альтернативных источников дохода занялся разведением роз. Его первая попытка в 1868 году не увенчались успехом, поэтому с 1870 по 1872 год он ежегодно посещал основных производителей роз во Франции. Учёный был удивлен, обнаружив, что они используют случайные скрещивания, высаживая огромное количество семян и выбирая случайные удачные экземпляры. Ручное опыление в то время уже было известно, но использовалось эпизодически. Построив теплицы оснащённые подогревом он занялся скрещиванием подбирая пары и документируя результаты. Первый удачные сеянцы были получены в 1879 году, когда он представил десять сортов ('Duke of Connaught', 'Duchess of Connaught', 'Duchess of Westminster', 'Hon. George Bancroft', 'Michael Saunders', 'Nancy Lee', 'Pearl', 'Jean Sisley', 'Viscountess Falmouth' и 'Beauty of Stapleford'). Некоторые из первых созданных им сортов оказались сильно восприимчивы к мучнистой росе. Позже Генри Беннетт создал более удачные сорта. Садоводческое общество в Лионе пригласило его читать лекции.
Жена Генри Беннетт, Эмма. Умерла в 25 мая 1875 года. В её честь названа роза 'Madame Bennett' Gilbert Nabonnand, 1876.
Сын Эдвард Беннетт продолжил дело своего отца. В 1911 году эмигрировал в Австралию, где занимался выращиванием роз на срезку в штате Квинсленд.
Генри Беннетт умер в Shepperton 20 августа 1890 года от цирроза печени, в возрасте шестьдесяти семи лет. Похоронен на кладбище в Stapleford.

## Сорта
| - 'Beauty of Stapleford' - 'Bladud' - 'Captain Hayward' - 'Cleopatra' 1889 - 'Countess of Pembroke' - 'Dawning, Cl.' - 'Distinction' 1882 - 'Duchess of Connaught' 1879 - 'Duchess of Westminster' 1879 - 'Duke of Connaught' 1879 - 'Dulce Bella' - 'Earl of Pembroke' - 'General Gordon' - 'Golden Fairy' - 'Grace Darling' - 'Heinrich Schultheis' - 'Her Majesty' 1878 - 'Hon. George Bancroft' - 'Jean Sisley' 1879 | - 'Lady Henry Grosvenor' - 'Lady Mary Fitzwilliam' - 'Little Dot' 1889 - 'Mary Bennett' - 'Meteor' 1887 - 'Michael Saunders' - 'Mrs. George Dickson' - 'Mrs. John Laing' 1885 - 'Mrs. John Taylor' - 'Nancy Lee' - 'Pearl' 1879 - 'Princess Beatrix' 1877 - 'Princess of Wales' 1882 - 'R.B. Cater' - 'The Puritan' - 'Viscountess Falmouth' - 'Viscountess Folkestone' - 'William Francis Bennett' - 'Ye Primrose Dame' |